# لردآباد هور
لردآباد هور، روستایی در دهستان هور بخش هور  شهرستان فاریاب در استان کرمان ایران است.